# CC Возничего
CC Возничего (лат. CC Aurigae) — одиночная переменная звезда в созвездии Возничего на расстоянии (вычисленном из значения параллакса) приблизительно 6534 световых лет (около 2003 парсеков) от Солнца. Видимая звёздная величина звезды — от +14,7m до +12,9m.

## Характеристики
CC Возничего — красная пульсирующая медленная неправильная переменная звезда (LB) спектрального класса M4 или M3/4. Эффективная температура — около 3296 К.